# مد در هند

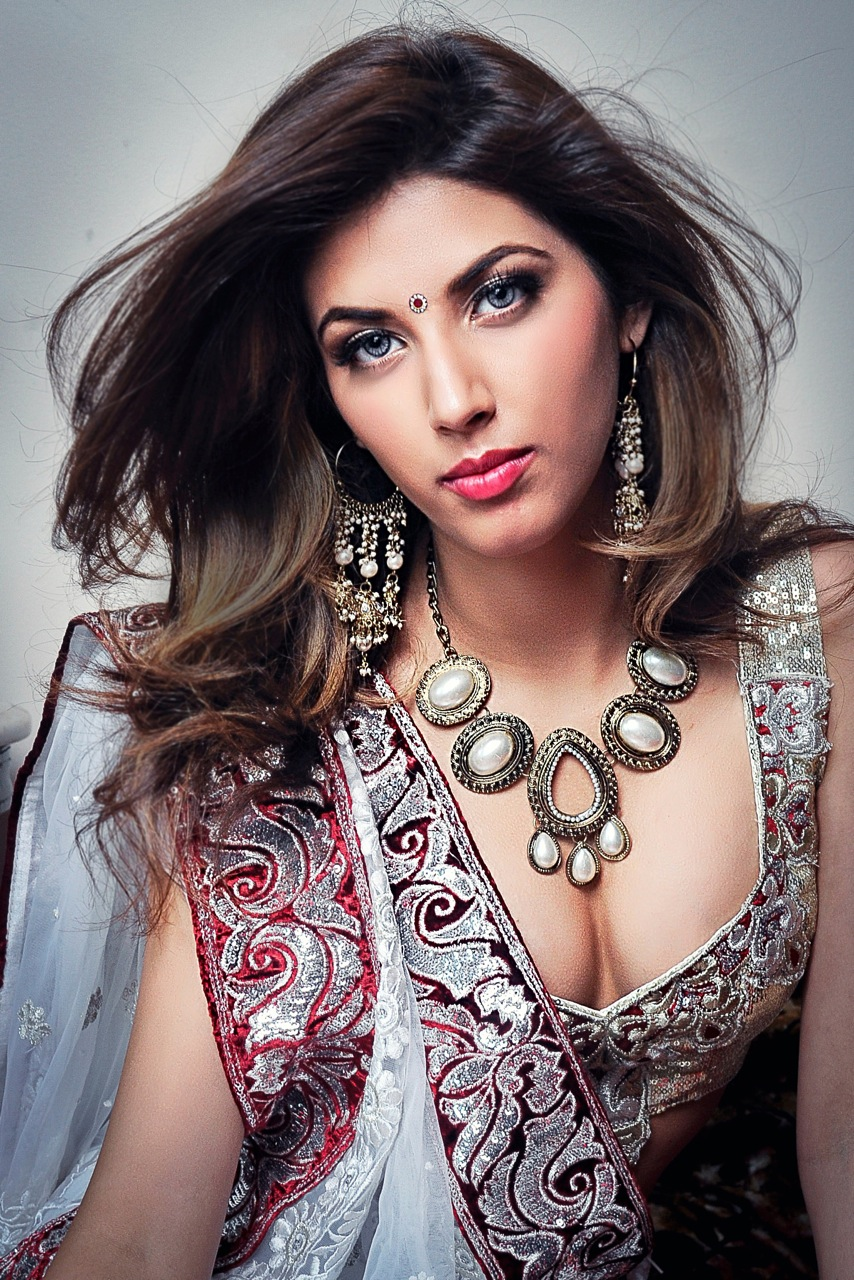
یک مد پوشاک گسترش یافته توسط سینمای هند

مد در هند ترکیبی از پوشاک باستانی هند با غربی است. هند کشوری است که از طراحی لباس باستانی برخوردار است اما صنعت مد آن حالات مدرن غربی را دنبال کرده است. اگرچه تعداد معدودی از طراحان پیش از دهه ۱۹۸۰ وجود داشتند، اما از اواخر دهه ۸۰ و ۹۰ میلادی رشد چشمگیر مد در هند صورت گرفت. با رونق اقتصادی و گسترش روزافزون صنایع هنری در کشور، صنعت مد نیز در هند به تجارتی پرسود تبدیل شده است.

## رویدادها و طراحان مد
هفته مد هند در دهلی و هفته مد Lakme در بمبئی برگزار می‌شود. چند رویداد مد هم برای معرفی مد باستانی کشور به جهان در کشور برگزار می‌شوند. سوجیه شارما و مارال یازرلو از طراحان مد معروف این کشور هستند.

### مدل‌های حرفه‌ای
نمونه‌هایی از مدل‌های حرفه‌ای هندی:
- پریانکا چوپرا
- جوهی چاولا
- جان آبراهام
- نفیسه جوزف
- چری مردیا
- گایاتری جاشی
- اودیتا گوسوامی
- آیشواریا رای
- روهیت کهندلوال